# Promise at Dawn
Promise at Dawn (francès: La Promesse de l'aube) és una pel·lícula dramàtica estatunidenca del 1970 dirigida per Jules Dassin i protagonitzada per Melina Merkuri, la dona de Dassin. Està basat en la novel·la de 1960 La Promesse de l'aube de Romain Gary i el guió posterior de Samuel A. Taylor.

## Argument
La pel·lícula segueix a l'autor Romain Gary mentre recorda el seu creixement amb la seva mare nascuda a Lituània. Els dos marxen de Vílnius, Lituània, cap a França, on s'instal·len a París. Amb el pas dels anys vint es troben amb el canvi social, l'edat, les diferents conviccions, la pobresa i el lent enfocament de la Segona Guerra Mundial.

## Repartiment
- Melina Merkuri com a Nina Kacew
- Assí Dayan com Romain als 25 anys
- Didier Haudepin com Romain als 15 anys
- François Raffoul com Romain als 9 anys (fill del periodista Eric Raffoul).[2]
- Despo Diamantidou com Aniela (com a Despo)
- Jean Martin com a Igor Igorevitch
- Fernand Gravey com a Jean-Michel Serusier
- Jacqueline Porel com a Madame Mailer
- Elspeth March com a Fat Woman
- Maria Machado com Nathalie Lissenko
- Julie Dassin com a amiga de Romain
- René Clermont com el senyor Piekielny
- Carole Cole com a Louison
- Marina Nestora com a Mariette
- Audrey Berindey com a Valentine Mailer
- Jacqueline Duc com a Madame de Rare
- Muni com Angélique
- Thérèse Thoreaux com a heroïna del cinema mut
- Jules Dassin com a Ivan Mosjukine
- Dennis Berry com Belle Gueule
- Rufus com a El professor de violí
- Katia Tchenko com a actriu

## Producció
La pel·lícula es va rodar a Niça, París i l'URSS. Dassin es va trencar les dues cames després de caure l'octubre de 1969 després de tres dies de rodatge a Niça.
El president de l'Avco Embassy Joseph E. Levine va filmar un cameo per a la pel·lícula.